# Wynn Macao
Le Wynn Macao (永利澳門) est un complexe hôtelier et de divertissement situé sur la péninsule de Macao en Chine. Inauguré en septembre 2006, il est la première implantation asiatique du groupe américain Wynn Resorts, fondé par l'homme d'affaires Steve Wynn. Conçu pour offrir une expérience de luxe, le complexe comprend un hôtel cinq étoiles, des restaurants gastronomiques, un casino de classe mondiale, un spa, ainsi que des boutiques de créateurs. Il a été conçu pour attirer une clientèle haut de gamme, notamment grâce à une attention portée au service personnalisé et à un cadre architectural élégant.
En 2010, le complexe s'est agrandi avec l'ouverture de la tour Encore at Wynn Macau, une extension qui propose des suites encore plus luxueuses, renforçant son attrait pour les visiteurs internationaux et locaux. Bien qu'il soit plus compact que certains méga-complexes tels que le Venetian Macao ou le Galaxy Macao, le Wynn Macao se distingue par son ambiance exclusive et son engagement envers l'excellence dans les jeux, l'hospitalité et les expériences culinaires.

## Histoire
Le Wynn Macao ouvre au public le 6 septembre 2006. En décembre 2007, le complexe achève une expansion, ajoutant plus d'espace de jeu et des magasins supplémentaires de restauration et de boutiques.
En 2009, le Wynn Macao reçoit sa première récompense Five-Star de Forbes. Il est actuellement classé parmi les 25 meilleurs hôtels au monde,,.
Le 21 avril 2010, la société ouvre Encore at Wynn Macau,, un hôtel boutique tout en suites, qui est entièrement intégré aux opérations existantes du Wynn Macao, similaire à Encore Las Vegas. Encore Macao dispose de 410 suites, dont 41 Grand Salon Suites, portant le nombre total de chambres du complexe à 1 008,,`.

## Cotai
Le 1er mai 2012, Wynn Macao reçoit l'approbation du gouvernement de Macao pour sa concession de terrain à Cotai, ouvrant la voie au début des travaux sur le site de 21 hectares.
Le 7 juillet 2011, Wynn Macau Limited acquiert un groupe de vases en porcelaine de la période Jiaqing (1796-1820) lors d'une vente aux enchères à Londres chez Christie's. Les vases ont été achetés pour 8 millions de livres sterling (12,8 millions de dollars). « Nous sommes ravis de ramener des œuvres de cette qualité exceptionnelle dans la ville de Macao et la République populaire de Chine », a déclaré Roger Thomas, vice-président exécutif du design pour Wynn Design and Development, après la vente.
Les vases de la dynastie Qing sont exposés au Wynn Palace et une tapisserie de chinoiserie du dix-septième siècle intitulée The Emperor on a Journey est exposée au Wynn Macao. D'autres œuvres d'art du complexe incluent un dessin de Louis Pierre Rigal, une broderie de soie chinoise, une tapisserie de soie de l'époque de Louis XIV, deux tapisseries de cloisonné, et une statuaire de la dynastie Ming.

## Galerie

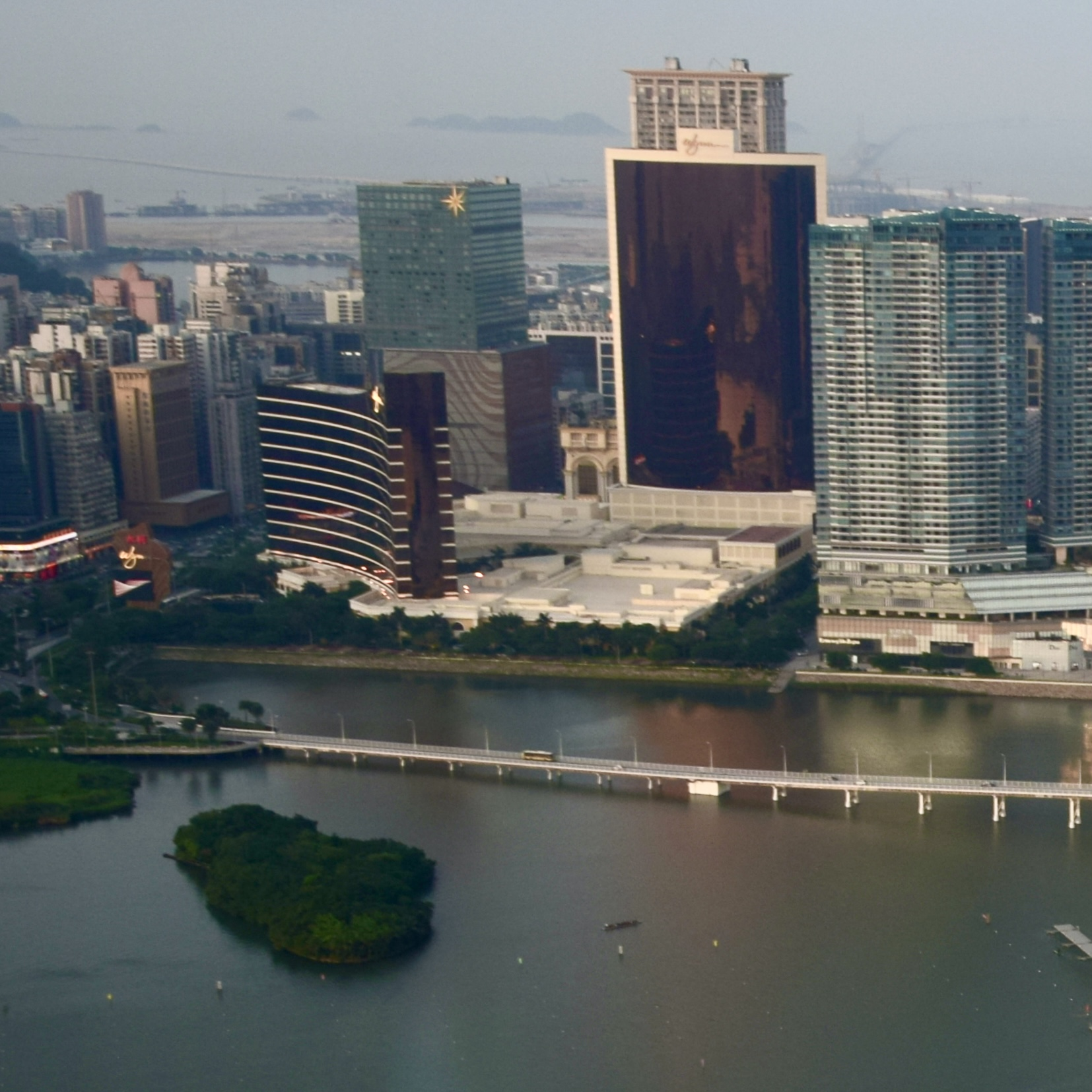
Vue aérienne du complexe
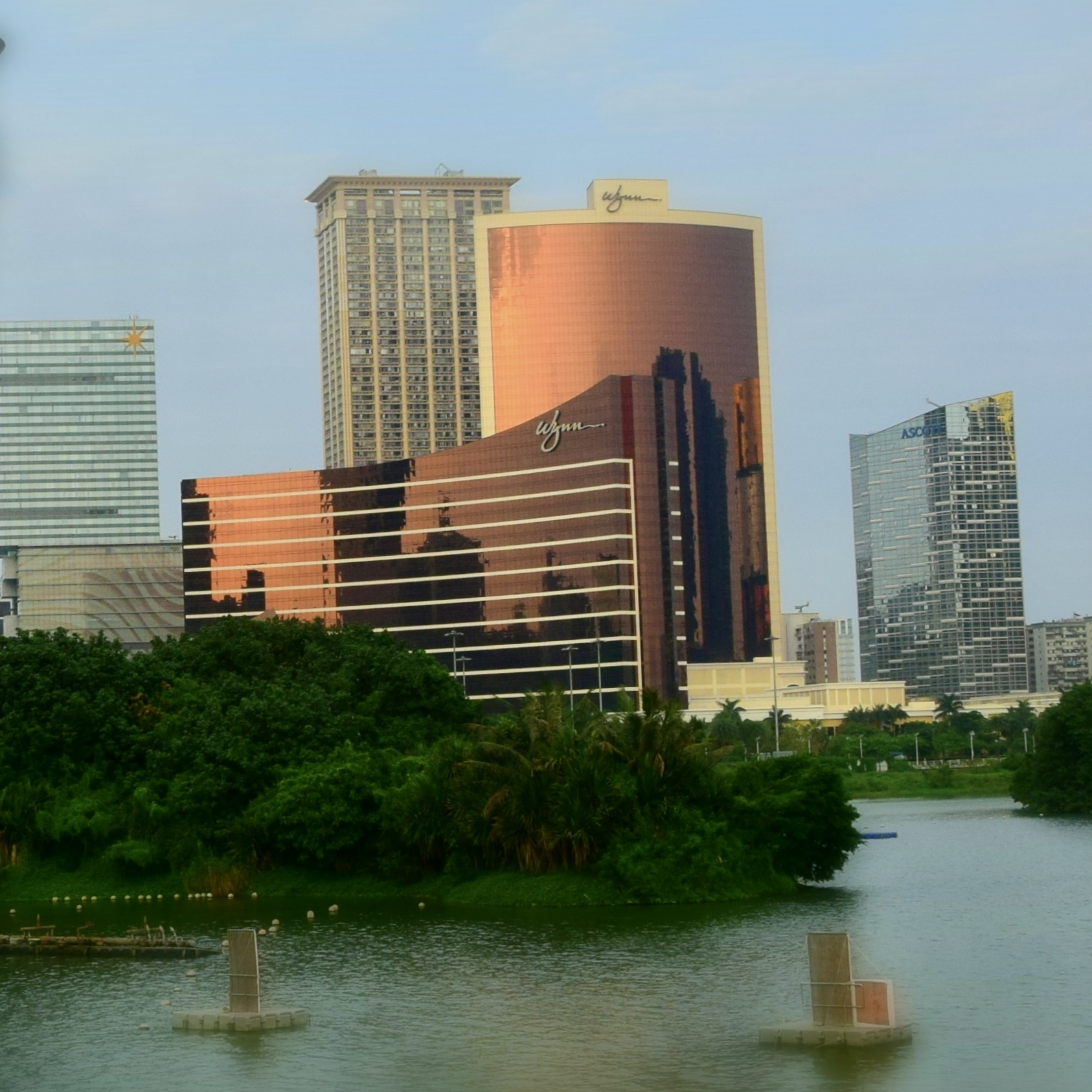
Les deux tours du Wynn Macao
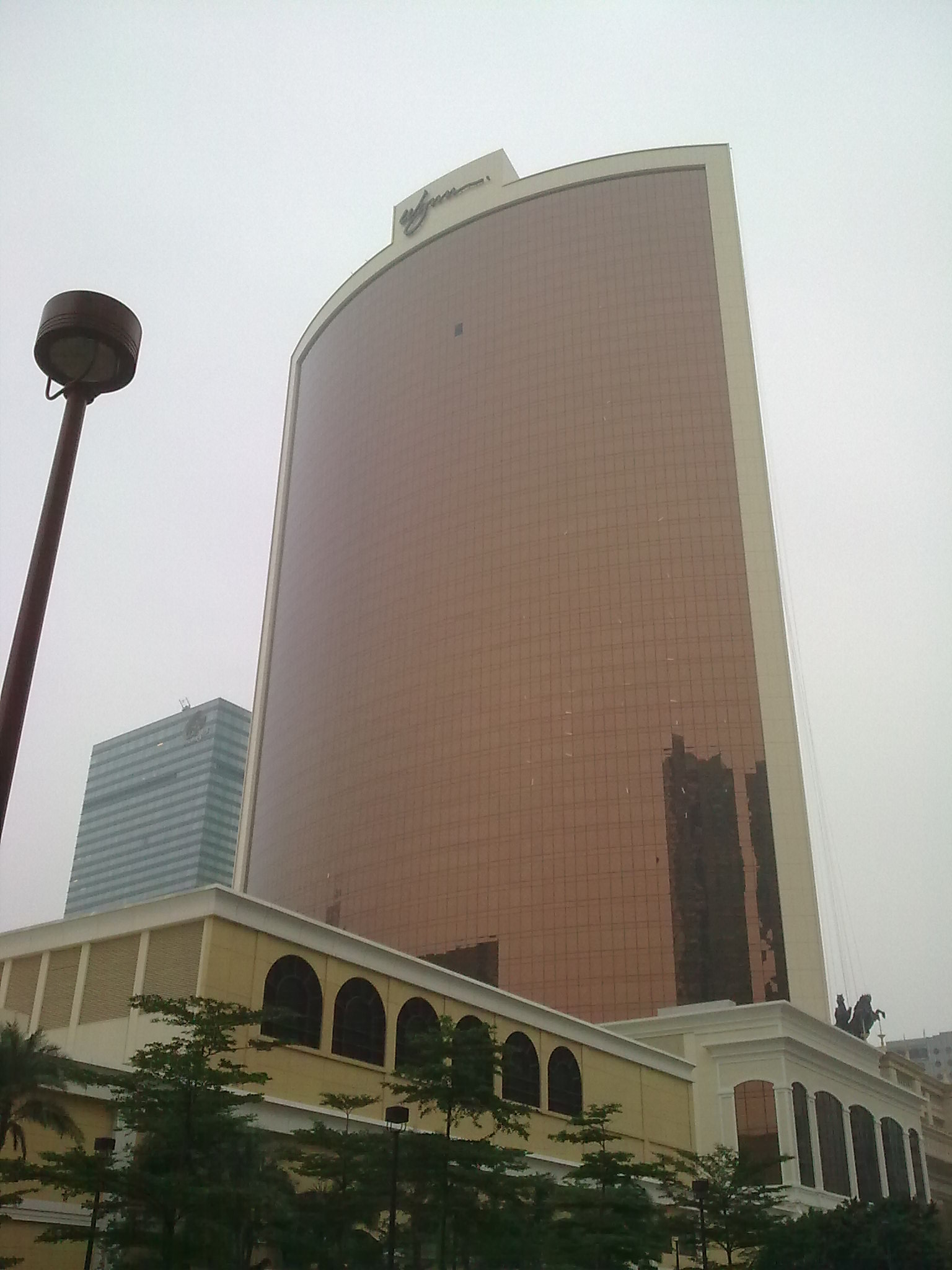
Encore at Wynn Macau
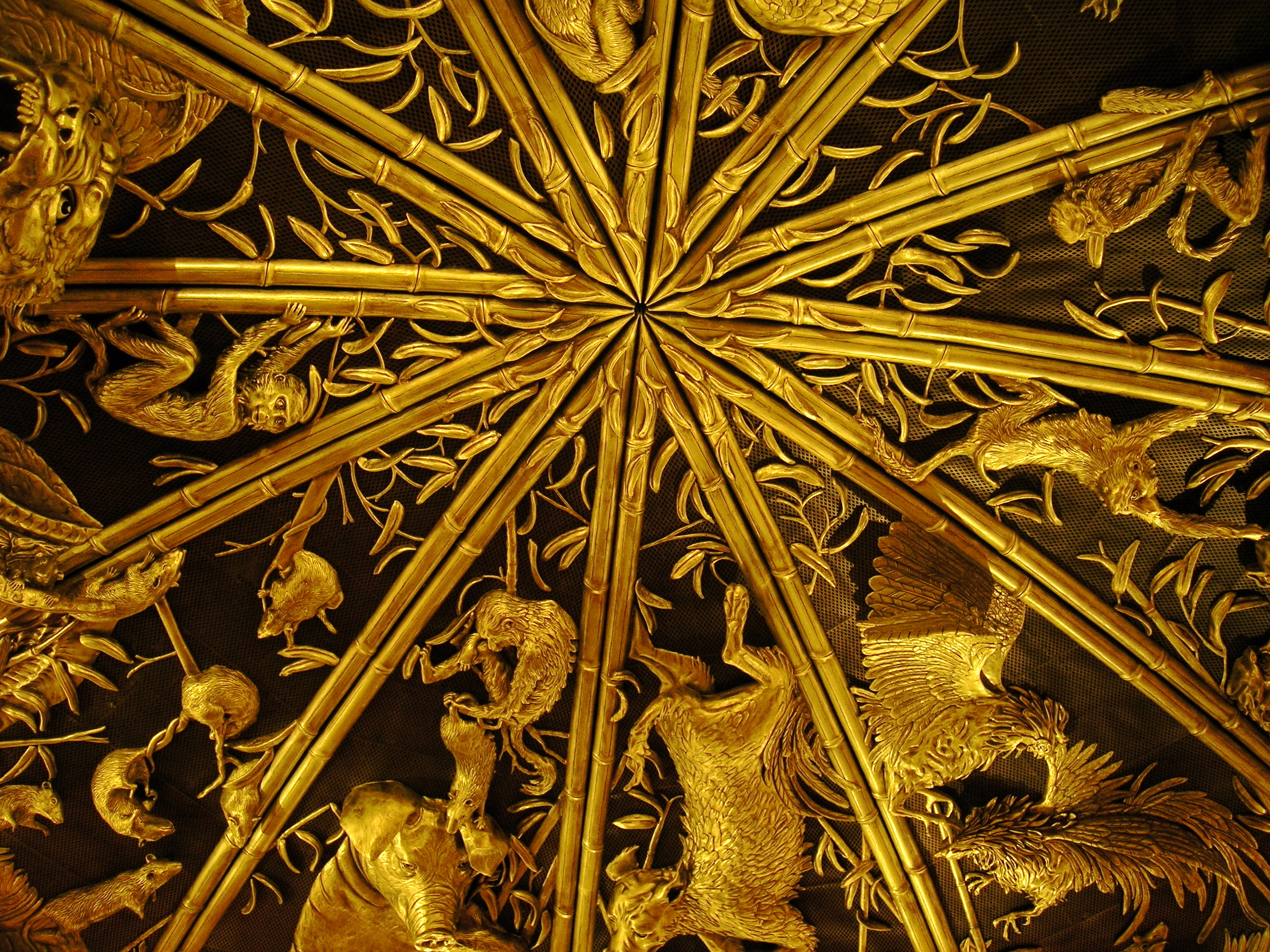
Un plafond sculpté représentant les signes du zodiaque chinois
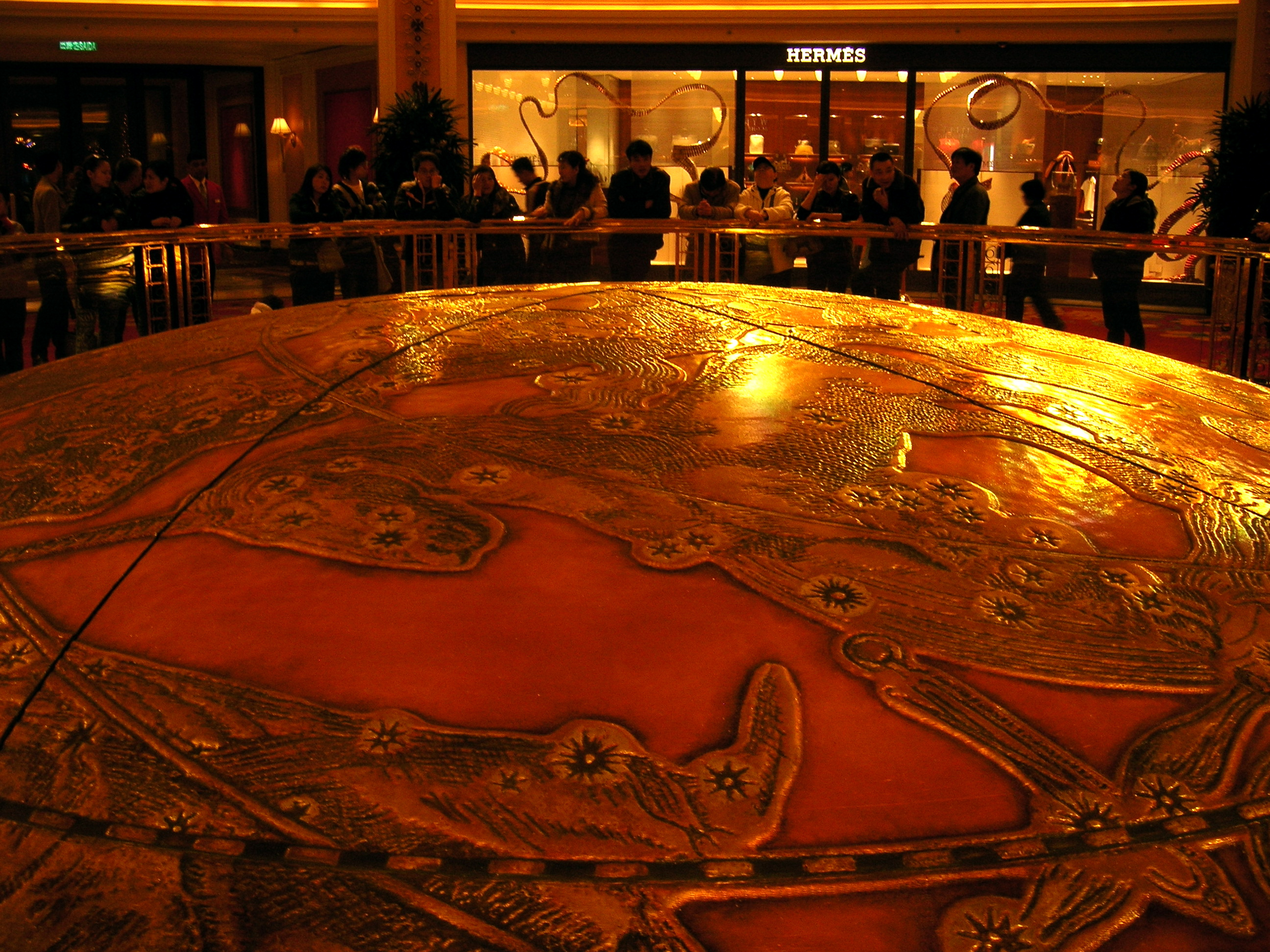
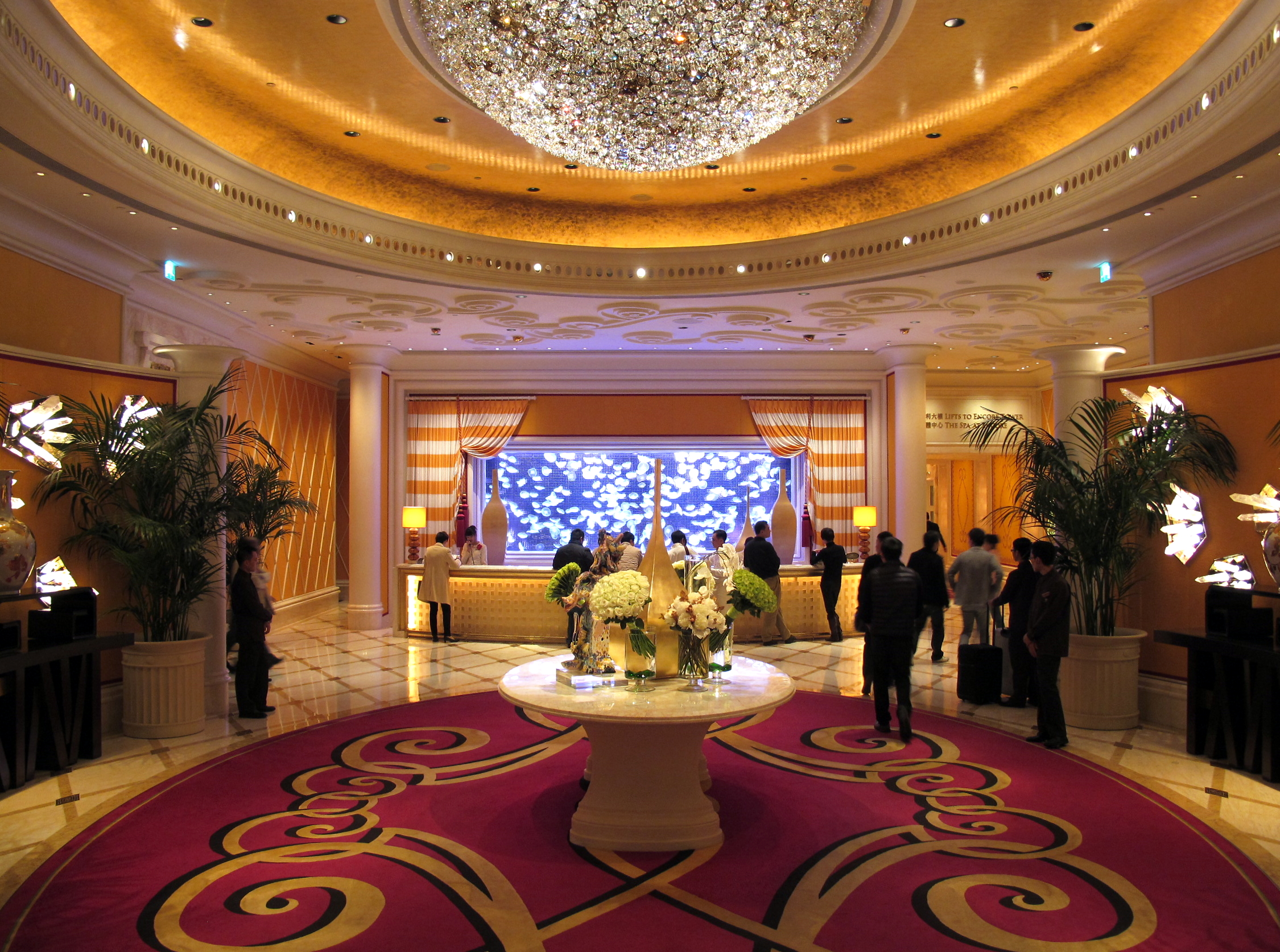
Hall de réception de Encore
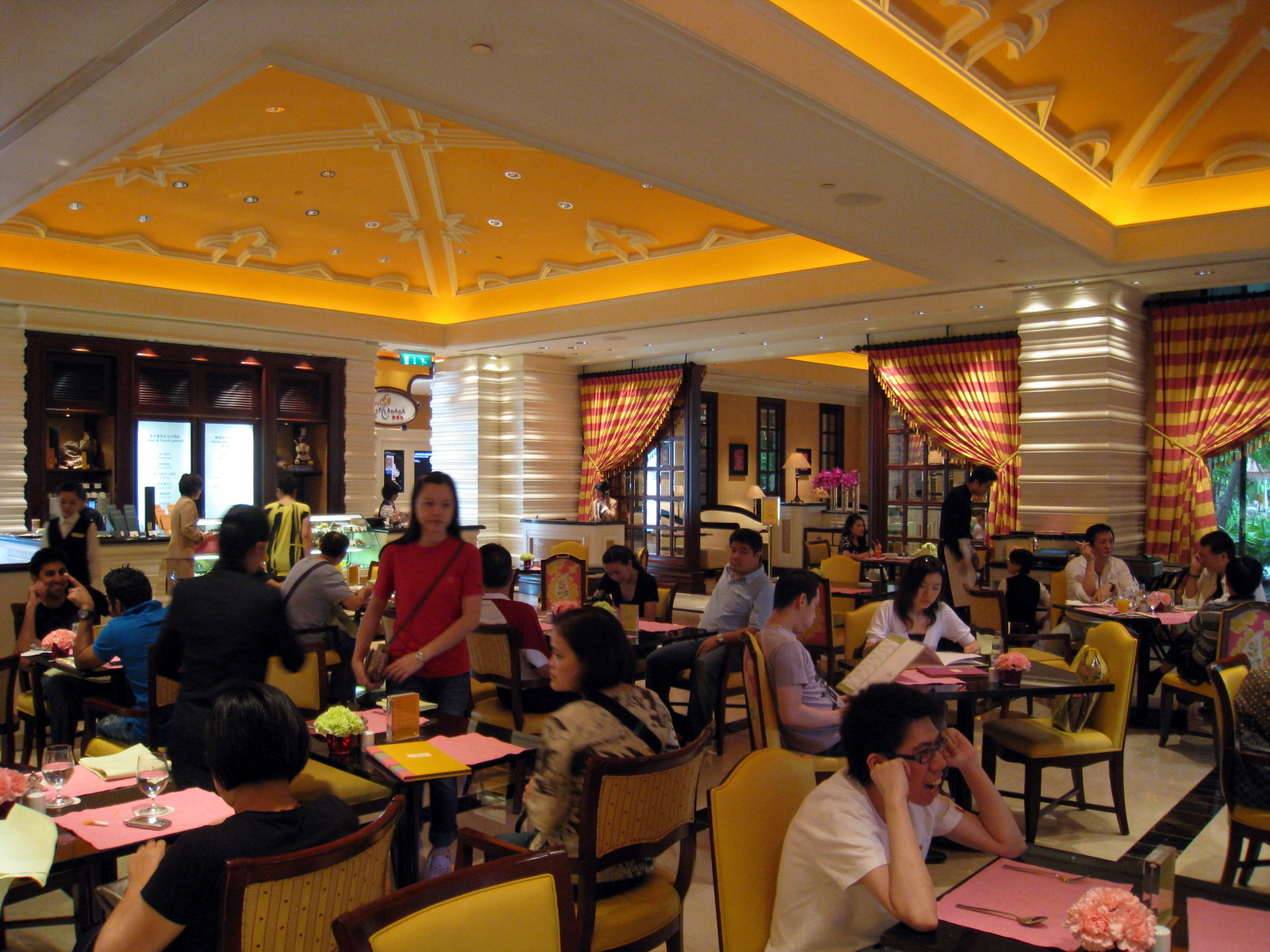
Un restaurant
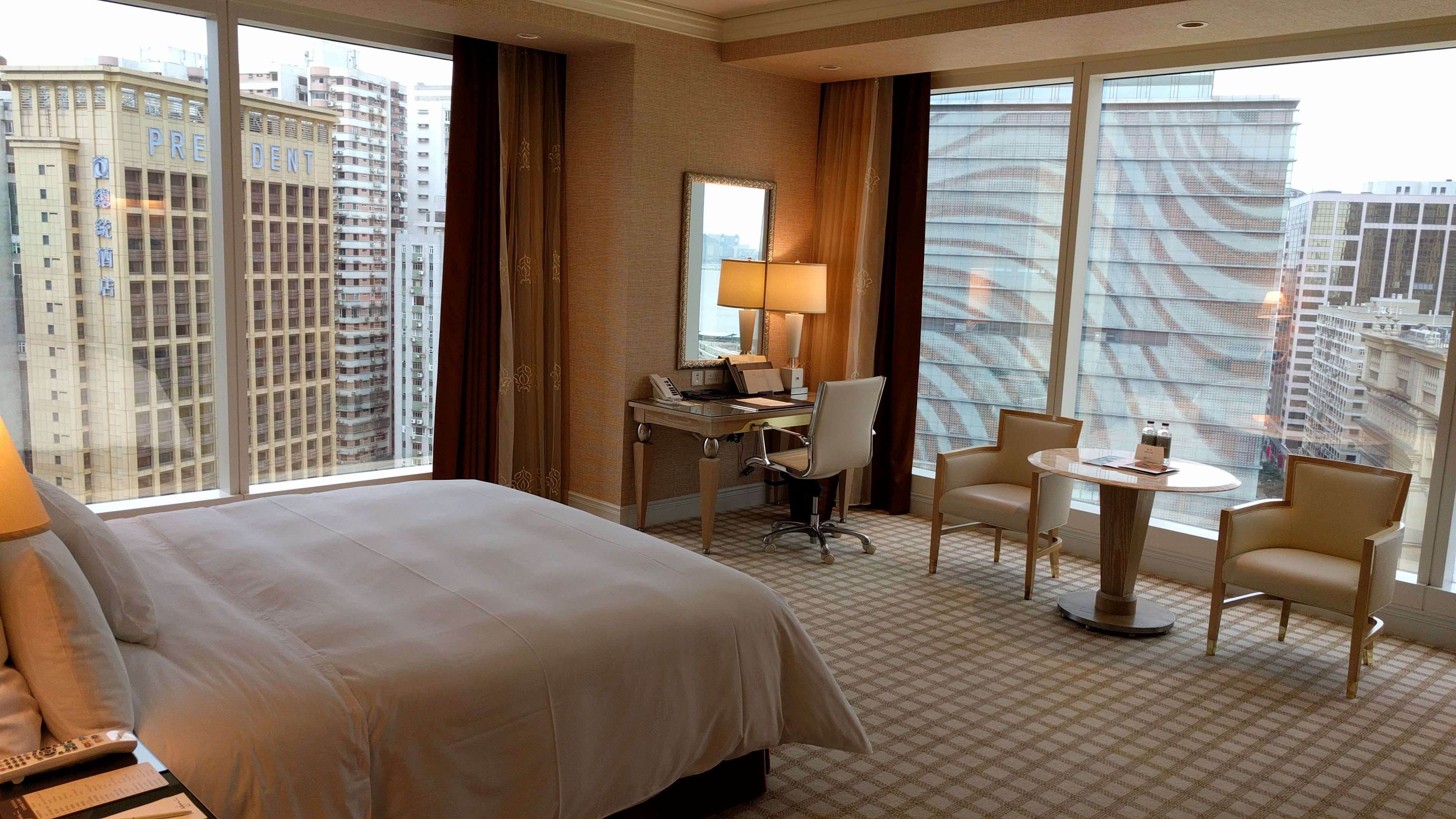
Une chambre
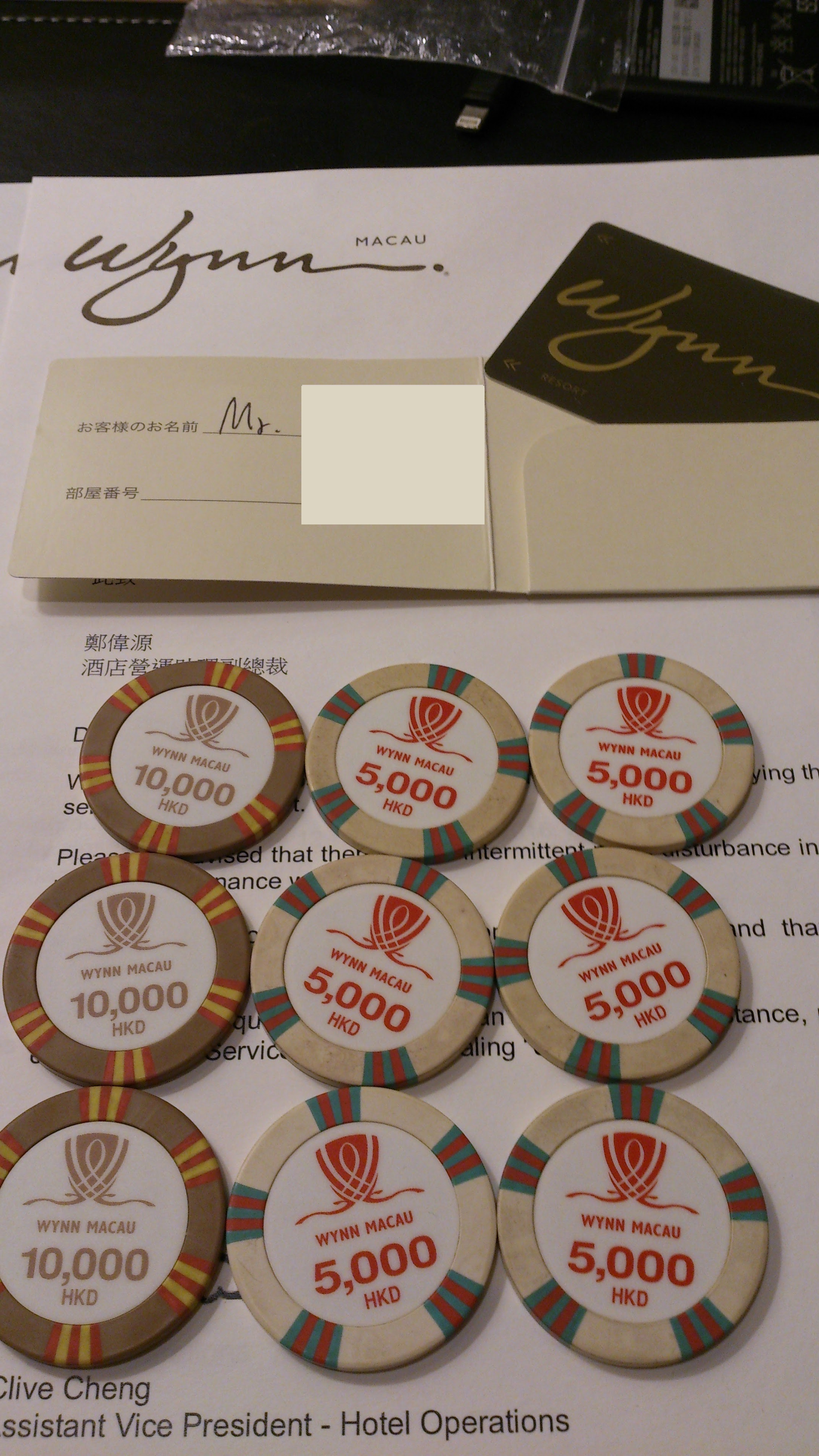
Des jetons du casino